# Vic Mackey
Detetive Victor Samuel "Vic" Mackey é um personagem fictício, protagonista da série de televisão americana The Shield, interpretado por Michael Chiklis. É um policial durão e pouco ortodoxo, sabe que as regras do jogo mudaram. Para vencer os bandidos, ele terá que descer ao submundo, mesmo que isto signifique torturar testemunhas para obter informações privilegiadas. Vic não é apenas um jogador durão, pois tem uma visão otimista da vida, além de acreditar firmemente que está fazendo a coisa certa na hora certa.
Michael Chiklis não encarna apenas um policial corrupto, ele interpreta um pai de família que coloca seus entes queridos em posições insuportáveis, mas admite que aquilo é necessário. Ele faz péssimas decisões por “bons motivos”, e ainda tem que fazer seu trabalho policial e proteger uma prostituta, o que traz à tona uma fragilidade que todo ser humano tem, mas que Mackey sempre evita mostrar.
Mackey é o líder do Strike Team (nome que recebeu várias traduções em português dependendo do episódio e do canal, sendo a mais comum "tropa de choque"). O Strike Team é uma equipe de quatro ou cinco policiais voltada para o controle da ação de gangues e do tráfico de drogas. Foi inspirado por uma divisão real do Departamento de Polícia de Los Angeles.